# دیوید هانا
دیوید هانا (انگلیسی: David Hannah); زاده ۲۴ آوریل ۱۸۶۷ – ۱۹۳۶) بازیکن فوتبال بود.
از باشگاه‌هایی که در آن بازی کرده‌است می‌توان به باشگاه فوتبال آرسنال، باشگاه فوتبال داندی، و باشگاه فوتبال لیورپول اشاره کرد.